# サム・ビューリー
サムエル・ライアン・ビューリー（Samel Ryan Bewley、1987年7月22日 - ）は、ニュージーランド、ロトルア出身の自転車競技選手。

## 来歴
ロードレースとトラックレースの兼用選手。
2004年
- オセアニアゲームズ
  - 個人追い抜き ジュニア部門 優勝

2005年
- ジュニア世界選手権自転車競技大会
  - 団体追い抜き 優勝
  - 個人追い抜き 2位

2008年
- 北京オリンピック
  -  団体追い抜き 3位

2009年、トレック・リブストロングに加入。
2010年、チーム・レディオシャックに加入。
- トラックレース世界選手権・団体追い抜き 3位
- UCIトラックワールドカップ2010-2011
  - カリ 団体追い抜き 優勝

2011年
- UCIトラックワールドカップ2011-2012
  - カリ 団体追い抜き 優勝

2012年
- ニュージーランド・サイクル・クラシック　総合24位
  - 第1ステージ　5位
  - 第3ステージ　優勝
  - 山岳賞　4位
- バイエルン一周　総合86位
- ツアー・オブ・スロベニア　総合77位
- トラックレース世界選手権
  - 団体追抜 3位
- ロビー・マキュアンが当年のツアー・オブ・カリフォルニアを最後に引退表明[1]。したことを受け、5月22日、オリカ・グリーンエッジに加入[2]。
- ロンドンオリンピック・団体追抜 3位
- ロードレース世界選手権・チームタイムトライアル 3位
- ロードレース世界選手権・個人タイムトライアル 31位

2013年
- ツアー・オブ・オマーン　総合94位
- カタルーニャ一周 総合119位
  - 第2ステージ 11位